# Hammarstrand
Hammarstrand ist eine Ortschaft (Tätort) in der schwedischen Provinz Jämtlands län und der Hauptort der Gemeinde Ragunda. Die Siedlung liegt am Indalsälven etwa 100 km nordwestlich von Sundsvall und 100 km östlich von Östersund.

## Geschichte
Das ursprüngliche Hammarstrand bestand aus einzelnen verstreuten Bauerngehöften und einem kleinen Zentrum rund um die alte Kirche, an der Nordseite des 1796 ausgelaufenen Ragundasees. Die erste Kirche wurde zum Ende des 15. Jahrhunderts direkt oberhalb des Ufers gebaut.
Die alte Steinkirche sieht heute fast genauso aus wie zu ihrer Bauzeit. Charakteristisch für den Bau sind Teile aus rotem Granit, dem sogenannten Ragundagranit. In der Mitte des 19. Jahrhunderts wurde nördlich der alten Kirche eine neue gebaut.

### Die Katastrophe von 1796

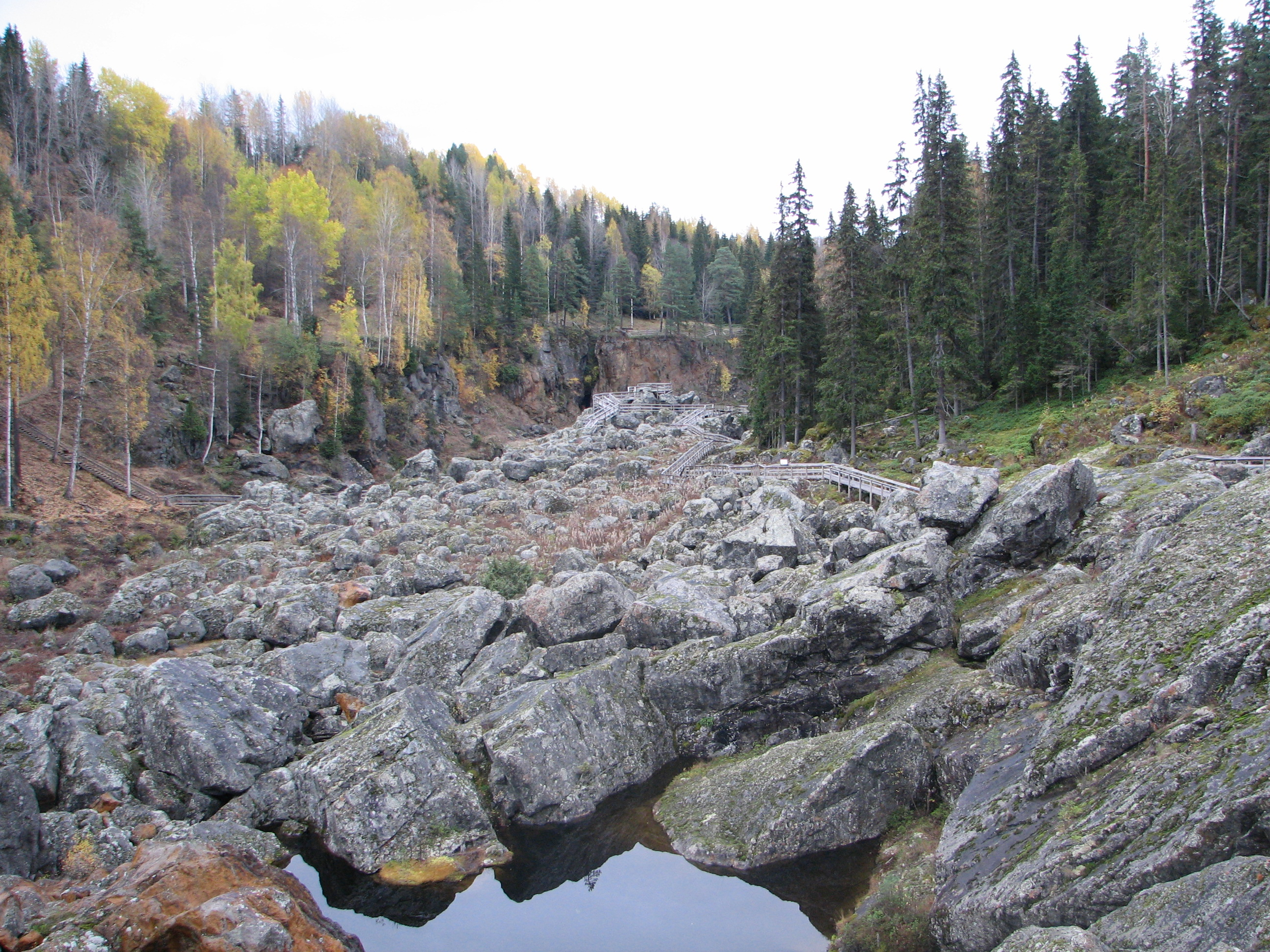
Döda fallet

Große Teile von Hammarstrand liegen auf Boden, der früher den Grund des Ragundasees bildete. Am östlichen Ende des Sees lag der Wasserfall Storforsen oder Gedungsen mit einer Gesamtfallhöhe von 35 Metern. Er war ein großes Hindernis für die Flößerei, da viele Bäume im Fall zerstört wurden. Um den Transport von Holzstämmen zu verbessern, wurde unter Leitung des Kaufmanns Magnus Huss, genannt Vildhussen, ein Kanal durch die Kiesmoräne südlich des Wasserfalls gegraben. Zur Erleichterung des Baus ließ man das Wasser eines Baches den Großteil der Arbeit übernehmen. Den Beteiligten war nicht bekannt, dass unter der Moräne das ursprüngliche Flussbett des Indalsälven lag, das während der letzten Eiszeit verschüttet worden war. In der Nacht vom 6. auf den 7. Juni 1796 überspülte das ungewöhnlich starke Frühjahrshochwasser des Flusses die letzte Barriere zwischen dem Ragundasee und dem fast fertigen Kanal. Der 25 km lange Ragundasee mit 300 Millionen Kubikmeter Wasser wurde innerhalb von 4 Stunden geleert und eine Flutwelle ergoss sich über das Land am Indalsälven, der sein altes Bett wieder einnahm. Der Gedungsen versiegte und wurde zum „Döda fallet“ (Der tote Fall).

### Hammarforsen

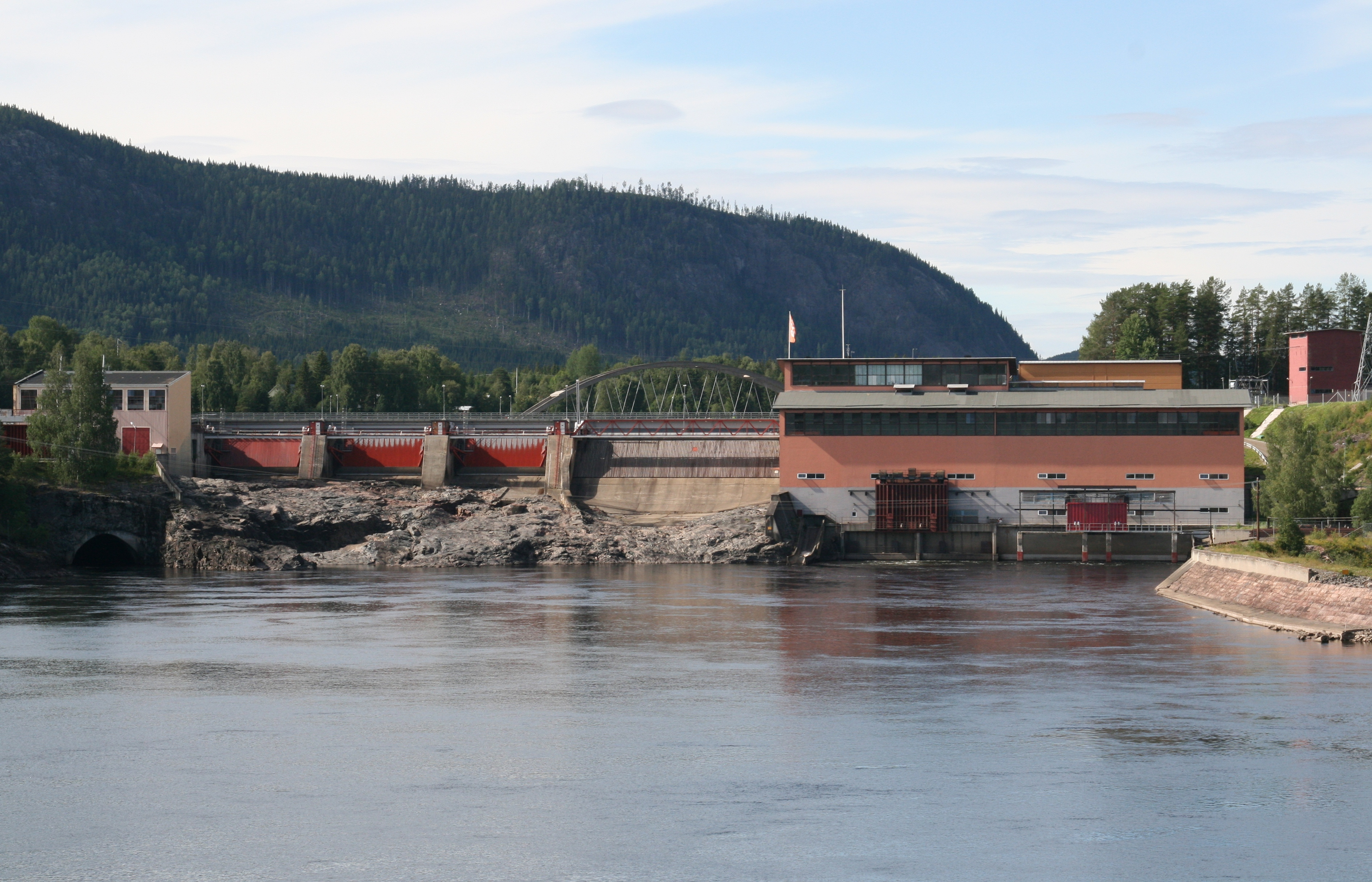
Kraftwerk Hammarforsen

Am vorherigen Westende des Ragundasees brauste nun ein neuer Wasserfall, Hammarforsen, und anstelle des Sees gab es nur noch eine Flussrinne des Indalsälven. Etwa 120 Jahre konnte sich der Wasserfall frei entfalten, bis in den 1920er Jahren mit dem Bau eines Wasserkraftwerkes begonnen wurde. Die erste Turbine wurde 1928 in Betrieb genommen.

### Etablierung von Hammarstrand als Zentralort
Noch vor dem Kraftwerk entstanden unterhalb des Hammarforsen am Südufer des Flusses Wassermühlen und nahebei wuchs eine Siedlung heran. Mit Beginn des Jahres 1900 erhielt der Ort eine Poststation mit der Bezeichnung Hammarstrand. Nach und nach zogen Geschäfte, eine Apotheke, Arztpraxen und andere wichtige Einrichtungen vom alten Zentrum um die Kirche auf die Südseite. Als die Gemeinden Fors, Stugun und Ragunda 1974 zusammengefasst wurden, erhielt Hammarstrand Zentralortstatus.

## Kultur und Sehenswürdigkeiten

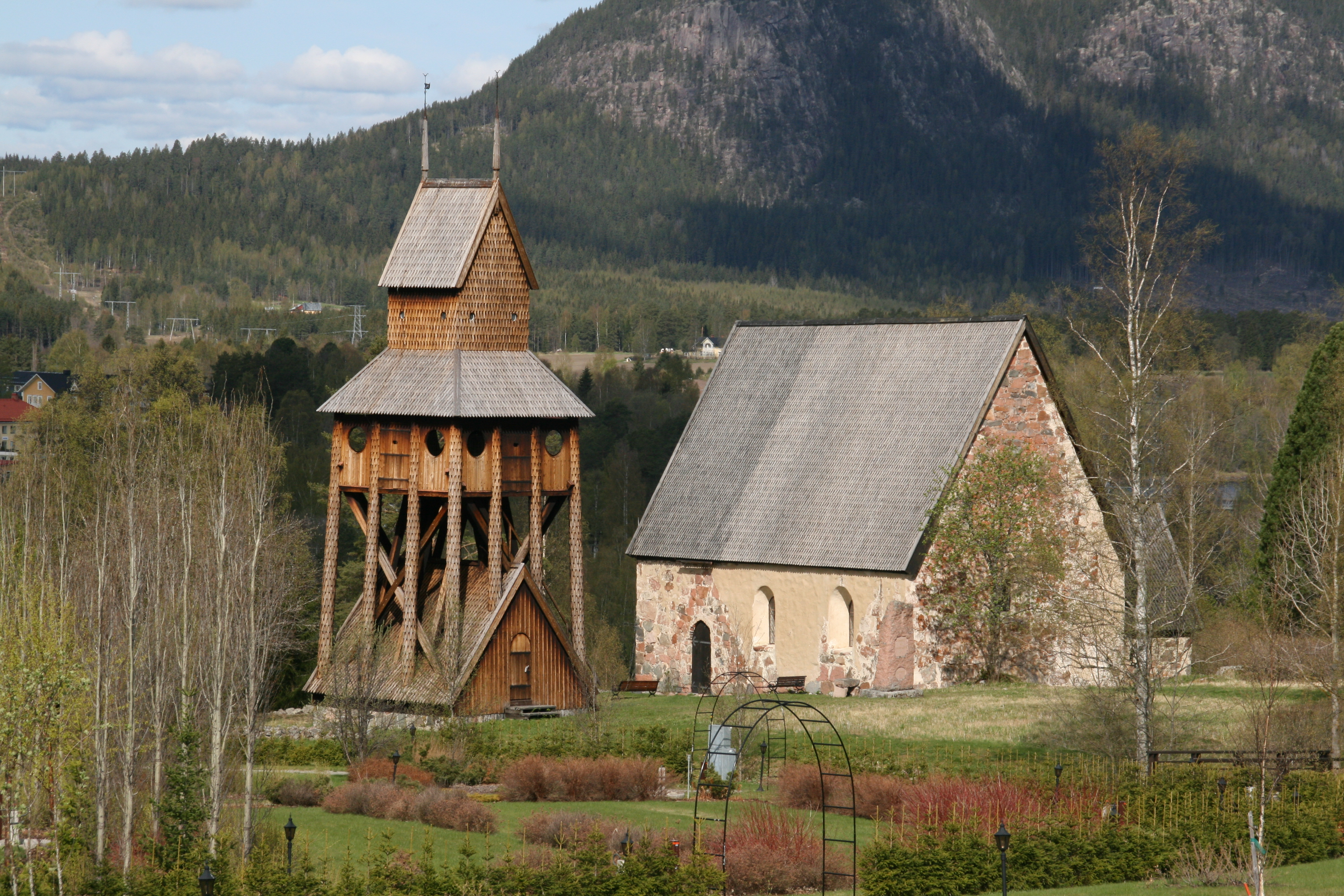
Die alte Kirche in Hammarstrand – Ragunda gamla kyrka

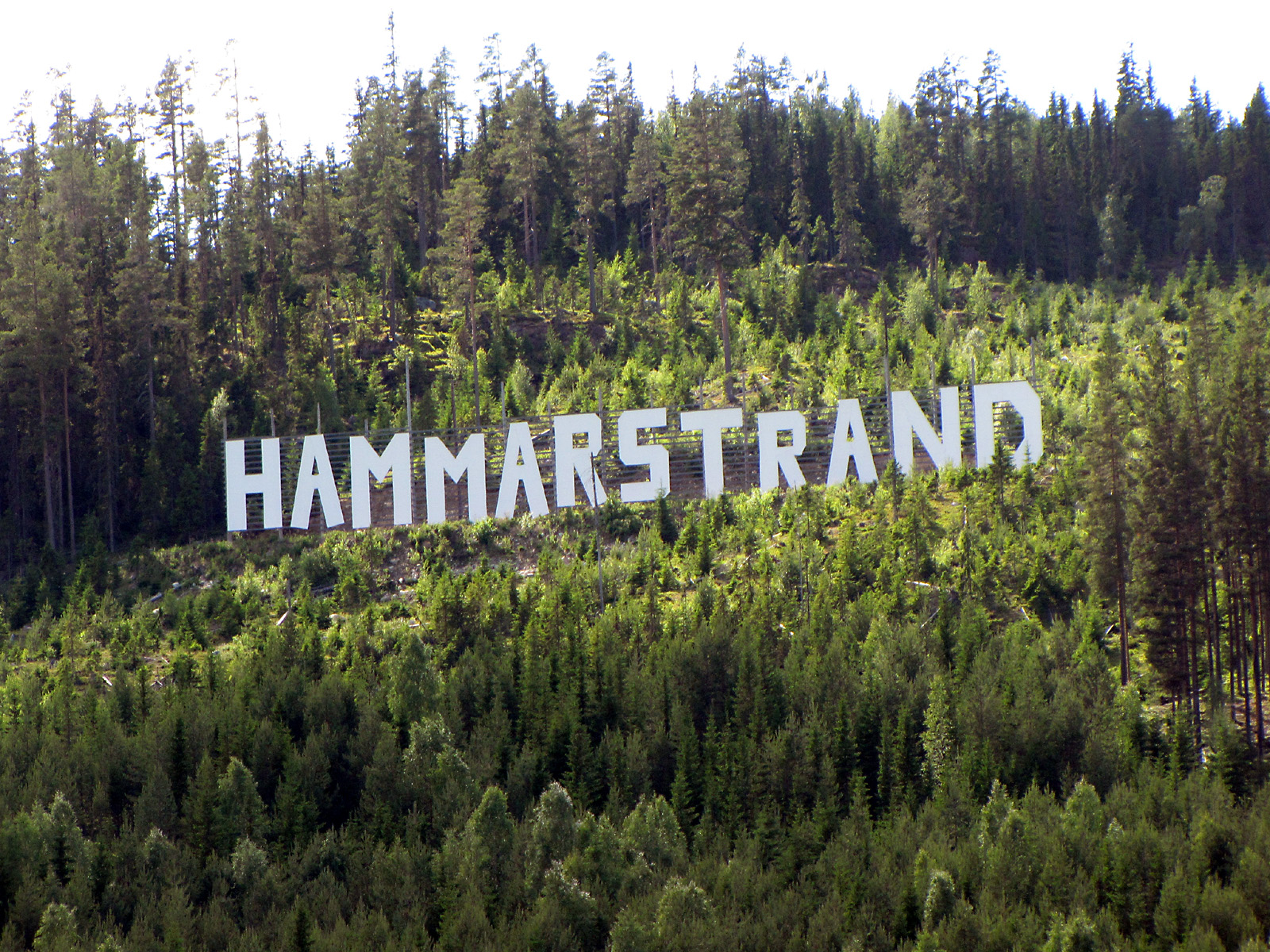
Hammarstrand-Schriftzug im Hollywood-Stil

### Heilquelle Ragunda
Zur Mitte des 19. Jahrhunderts entdeckte man eine Quelle in Hammarstrand, wo sich früher der Seegrund befunden hatte. Der Eisengehalt des Wassers wurde als heilend angesehen. Um die Quelle entstand ein Park für die Besucher aus nah und fern. Ein Gutshof wurde zum Gasthof Wildhussen und Badehotel.

### Bob- und Rodelbahn
In den 1960er Jahren entwickelte sich Hammarstrand zum Touristenort. Der Slalomhang aus den 1950er Jahren erhielt 1960 den ersten Sessellift. Es entstanden Ferienhäuser und am Indalsälven ein Campingplatz. Der wichtigste Beschluss war der Bau einer Rodelbahn, die internationalem Standard entsprach. Im Winter 1963 war die Bahn 700 Meter lang und ein Jahr später 1000 Meter. Nach der internationalen Anerkennung fanden 1967 erstmals Rennrodel-Weltmeisterschaften in Hammarstrand statt. Der Ort war auch Gastgeber der Weltmeisterschaften von 1975 und 1981, sowie der Europameisterschaften von 1970, 1976, 1978 und 1986. In den 1990er Jahren konzentrierte sich der Betrieb mehr auf Bobtouren für Touristen und durch die milden Winter der 2000er Jahre ist die Bahn fast ausschließlich eine Sehenswürdigkeit.

### Ragundabär
Im Gemeindehaus im Zentrum der Ortschaft steht der ausgestopfte sogenannte Ragundabär. Er wurde 1967 vom Jäger Jan Modin in einem nahen Wald erlegt. Zu dieser Zeit war es der größte geschossene Braunbär in Skandinavien mit einem Gewicht von 325 kg.

### Hammarstrand-Sign
An einem Berghang oberhalb von Hammarstrand befindet sich ein Schriftzug mit dem Ortsnamen in der Art des Hollywood Sign. Er ist mit 68 Meter Länge und 8 Meter Höhe etwa halb so groß wie sein Vorbild. Der Schriftzug wurde 2007 im Rahmen einer Fernsehshow errichtet.